# Kilmoulis
Un Kilmoulis es una criatura mítica perteneciente al folclore anglo-escocés, considerado como una versión grotesca de los brownie (espíritus familiares) que se dice rondan en los molinos. Los kilmoulis son descritos como seres de nariz prominente y carentes de boca, lo que los obliga a inhalar su comida por la nariz. Generalmente trabajan en los molinos moliendo el grano, pero también son conocidos por sus tretas y travesuras. A pesar de que sus bromas pueden llegar a ser un obstáculo, también ayudan a compensar la comida que comen y los disturbios que causan mediante el trabajo. En la cultura popular, los kilmoulis aparecen en el juego de rol Dungeons & Dragons.